# Gniazdowo (Kaliska)
Gniazdowo – część wsi Kaliska w Polsce, położona w województwie mazowieckim, w powiecie węgrowskim, w gminie Łochów.
Rozpościera się nad Liwcem tuż na zachód od Kalisk.
W latach 1975–1998 miejscowość administracyjnie należała do województwa siedleckiego.